# 比亞韋斯托克的棟布羅瓦

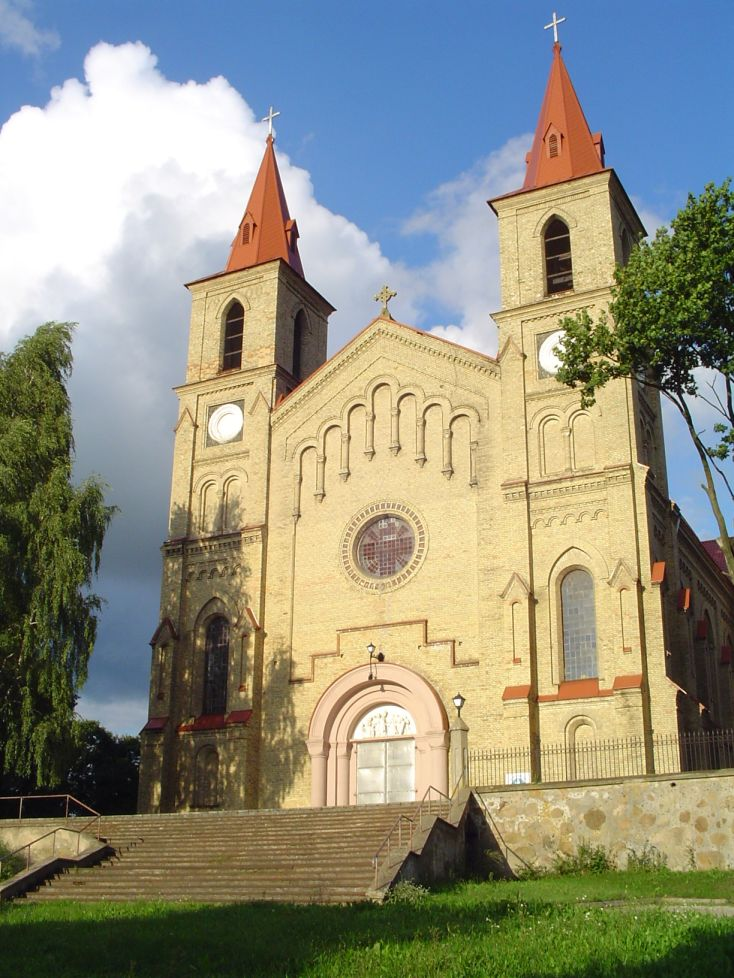

比亞韋斯托克的棟布羅瓦是波蘭的城鎮，位於該國東北部，毗鄰與白俄羅斯接壤的邊境，由波德拉謝省負責管轄，面積22.6平方公里，海拔高度145米，2010年人口5,928。
53°40′N 23°21′E / 53.667°N 23.350°E